# Robert Sheaffer
Robert Sheaffer (Chicago, 1949) è un giornalista e saggista statunitense.
È molto conosciuto per la sua attività di demistificazione nel campo degli UFO e del paranormale.

## Carriera
Laureato alla Northwestern University, Sheaffer ha lavorato per molti anni come ingegnere informatico nella Silicon Valley. Ritiratosi dal lavoro, si è dedicato a tempo pieno all'attività di giornalista e saggista. Ha pubblicato parecchi articoli sulle riviste Skeptical Inquirer, Fate Magazine e Spaceflight ed ha scritto cinque libri. I suoi scritti sono stati citati in diversi articoli che si occupano di UFO e fenomeni paranormali. Fa parte del Committee for Skeptical Inquiry ed è membro del MENSA. Tra i suoi interessi culturali vi sono anche l'astronomia (è astronomo dilettante) e la musica lirica, in cui si diletta come tenore. Sheaffer cura in sito internet e un blog sugli UFO.

## Attività nel campo dello scetticismo
Fautore dello scetticismo scientifico, Sheaffer si è dedicato all'indagine e alla demistificazione nel campo dell'ufologia, della parapsicologia, delle credenze religiose e dei miti del femminismo, scrivendo articoli e libri e rilasciando interviste. Egli rifiuta l'idea che gli UFO siano veicoli extraterrestri, ritenendo invece che si possano spiegare come falsificazioni intenzionali o errori di interpretazione di fenomeni naturali o di velivoli convenzionali. Ha espresso critiche contro la precognizione e le cosiddette "vibrazioni psichiche" e contro l'ipotesi dell'esistenza del matriarcato in alcune società antiche. È un convinto assertore della teoria dell'evoluzione delle specie e un critico del creazionismo e dell'idea della divinità di Gesù Cristo.
Nella sua attività di demistificazione in campo ufologico, è diventato famoso per avere spiegato che l'UFO avvistato dall'ex presidente degli USA Jimmy Carter era in realtà il pianeta Venere. In un'intervista al Toronto Sun Newspaper ha dichiarato che non è ragionevole credere agli UFO crash perché "non è mai stata prodotta alcuna prova del ritrovamento di tecnologie extraterrestri".

## Libri pubblicati
- Robert Sheaffer, The UFO Verdict:Examining the Evidence, Prometheus Books, 1980
- Robert Sheaffer, Resentment Against Achievement:Understanding The Assault Upon Ability, Prometheus Books, 1988
- Robert Sheaffer, The Making of Messiah:Christianity and resentment, Prometheus Books, 1991
- Robert Sheaffer, UFO Sightings:The Evidence, Prometheus Books, 1998
- Robert Sheaffer, Psychic Vibrations:Skeptical Giggles from the Skeptical Inquirer, Create Space, 2011